# 武州 (江苏)
武州，南朝梁时设置的州。
南朝梁中大通五年（533年）七月，改北魏东徐州置武州，治所在下邳县（今江苏省睢宁县西北古邳镇东三里）。下辖下邳郡、武安郡（治所在良城县，今江苏省邳州市西北）。辖境相当今江苏省邳州市和睢宁县地。侯景乱后地复入东魏，东魏武定八年（550年）复为东徐州。